# Dream With You
「Dream With You」（ドリーム・ウィズ・ユー）は、1990年6月10日に発売された財津和夫の通算8枚目のシングル。

## 解説
前作「冬のメイン・ストリート」以来、約2年ぶりとなるシングル。
表題曲の「Dream With You」は、トヨタ『ニュー・カリーナ』のCMソングに使用された。
カップリング曲の「青春の影」は、財津が在籍していたバンドであるチューリップが、1974年に発表した同名楽曲のセルフカバー。

## 収録曲
| 全作曲: 財津和夫。 |                    |           |            |                                                                   |      |
| #                  | タイトル           | 作詞      | 作曲・編曲 | 編曲                                                              | 時間 |
| 1.                 | 「Dream With You」 | 松本隆    | 財津和夫   | 椎名和夫                                                          | 3:50 |
| 2.                 | 「青春の影」       | 財津和夫  | 財津和夫   | 笹路正徳（リズム・アレンジ） 椎名和夫（オーケストラル・アレンジ） | 4:30 |
| 合計時間:          | 合計時間:          | 合計時間: | 合計時間:  | 8:20                                                              |      |

## タイアップ
| # | 曲名               | タイアップ                       | 出典  |
| - | ------------------ | -------------------------------- | ----- |
| 1 | 「Dream With You」 | トヨタ ニュー・カリーナ CMソング | [ 2 ] |